# لیگ قهرمانان اروپا ۲۳–۲۰۲۲
لیگ قهرمانان اروپا ۲۳–۲۰۲۲ (به انگلیسی: 2022–23 UEFA Champions League) شصت و هشتمین فصل از مسابقات فوتبال باشگاه‌های برتر اروپای برگزار شده توسط یوفا است. ورزشگاه المپیک آتاترک در استانبول میزبان فینال این مسابقات است. سرانجام منچستر سیتی با برتری یک بر صفر برابر اینتر میلان، توانست قهرمان این رقابت‌ها شود.

## مرحله مقدماتی

### مرحله انتخابی
| تیم ۱                      | نتیجه | تیم ۲                 |
| -------------------------- | ----- | --------------------- |
| باشگاه فوتبال لوادیا تالین | 1–6   | Víkingur Reykjavík    |
| La Fiorita                 | 1–2   | Inter Club d'Escaldes |

| تیم ۱                 | نتیجه | تیم ۲              |
| --------------------- | ----- | ------------------ |
| Inter Club d'Escaldes | 0–1   | Víkingur Reykjavík |

### مرحله اول مقدماتی
| تیم ۱                           | نتیجه‌نهایی  | تیم ۲                           | بازی رفت | بازی برگشت |
| ------------------------------- | ----------- | ------------------------------- | -------- | ---------- |
| باشگاه فوتبال پیونیک            | 2–2 (4–3 پ) | باشگاه فوتبال سی‌اف‌آر کلوژ       | 0–0      | 2–2 (و.ا.) |
| باشگاه فوتبال ماریبور           | 2–0         | باشگاه فوتبال شاختیور سالیهورسک | 0–0      | 2–0        |
| باشگاه فوتبال لودوگورتس رازگراد | 3–0         | باشگاه فوتبال سوتیسکا نیکشیچ    | 2–0      | 1–0        |
| باشگاه فوتبال اف۹۱ دودلانژ      | 3–1         | باشگاه فوتبال تیرانا            | 1–0      | 2–1        |
| باشگاه فوتبال توبول             | 1–5         | باشگاه فوتبال فرنتس‌واروش        | 0–0      | 1–5        |
| باشگاه فوتبال مالمو             | 6–5         | Víkingur Reykjavík              | 3–2      | 3–3        |
| Ballkani                        | 1–2         | باشگاه فوتبال ژالگیریس          | 1–1      | 0–1 (و.ا.) |
| باشگاه فوتبال هلسینکی           | 2–2 (5–4 پ) | باشگاه فوتبال آراف‌اس            | 1–0      | 1–2 (و.ا.) |
| باشگاه فوتبال بوده/گلیمت        | 4–3         | KÍ Klaksvík                     | 3–0      | 1–3        |
| باشگاه فوتبال نیو سنتس          | 1–2         | باشگاه فوتبال لینفیلد           | 1–0      | 0–2 (و.ا.) |
| باشگاه فوتبال شامروک روورز      | 3–0         | Hibernians                      | 3–0      | 0–0        |
| باشگاه فوتبال لخ پوزنان         | 2–5         | باشگاه فوتبال قره‌باغ            | 1–0      | 1–5        |
| Shkupi                          | 3–2         | باشگاه فوتبال لینکولن رد ایمپس  | 3–0      | 0–2        |
| Zrinjski                        | 0–1         | باشگاه فوتبال شریف تیراسپول     | 0–0      | 0–1        |
| باشگاه فوتبال اسلوان براتیسلاوا | 2–1         | Dinamo Batumi                   | 0–0      | 2–1 (و.ا.) |

یادداشت
1. 1 2  Losers drawn to receive a bye to the Europa Conference League third qualifying round.

### مرحله دوم مقدماتی
| تیم ۱                           | نتیجه‌نهایی | تیم ۲                           | بازی رفت | بازی برگشت |
| ------------------------------- | ---------- | ------------------------------- | -------- | ---------- |
| باشگاه فوتبال فرنتس‌واروش        | 5–3        | باشگاه فوتبال اسلوان براتیسلاوا | 1–2      | 4–1        |
| باشگاه فوتبال دینامو زاگرب      | 3–2        | Shkupi                          | 2–2      | 1–0        |
| باشگاه فوتبال قره‌باغ            | 5–4        | باشگاه فوتبال زوریخ             | 3–2      | 2–2 (و.ا.) |
| باشگاه فوتبال هلسینکی           | 1–7        | باشگاه فوتبال ویکتوریا پلزن     | 1–2      | 0–5        |
| باشگاه فوتبال لینفیلد           | 1–8        | باشگاه فوتبال بوده/گلیمت        | 1–0      | 0–8        |
| باشگاه فوتبال ژالگیریس          | 3–0        | باشگاه فوتبال مالمو             | 1–0      | 2–0        |
| باشگاه فوتبال لودوگورتس رازگراد | 4–2        | باشگاه فوتبال شامروک روورز      | 3–0      | 1–2        |
| باشگاه فوتبال ماریبور           | 0–1        | باشگاه فوتبال شریف تیراسپول     | 0–0      | 0–1        |
| باشگاه فوتبال مکابی حیفا        | 5–1        | باشگاه فوتبال المپیاکوس         | 1–1      | 4–0        |
| باشگاه فوتبال پیونیک            | 4–2        | باشگاه فوتبال اف۹۱ دودلانژ      | 0–1      | 4–1        |

| تیم ۱                     | نتیجه‌نهایی  | تیم ۲                  | بازی رفت | بازی برگشت |
| ------------------------- | ----------- | ---------------------- | -------- | ---------- |
| باشگاه فوتبال میتیولن     | 2–2 (4–3 پ) | AEK Larnaca            | 1–1      | 1–1 (و.ا.) |
| باشگاه فوتبال دینامو کی‌یف | 2–1         | باشگاه فوتبال فنرباغچه | 0–0      | 2–1 (و.ا.) |

### مرحله سوم مقدماتی
| تیم ۱                           | نتیجه‌نهایی | تیم ۲                        | بازی رفت | بازی برگشت |
| ------------------------------- | ---------- | ---------------------------- | -------- | ---------- |
| باشگاه فوتبال مکابی حیفا        | 4–2        | باشگاه فوتبال آپولون لیماسول | 4–0      | 0–2        |
| باشگاه فوتبال قره‌باغ            | 4–2        | باشگاه فوتبال فرنتس‌واروش     | 1–1      | 3–1        |
| باشگاه فوتبال لودوگورتس رازگراد | 3–6        | باشگاه فوتبال دینامو زاگرب   | 1–2      | 2–4        |
| باشگاه فوتبال شریف تیراسپول     | 2–4        | باشگاه فوتبال ویکتوریا پلزن  | 1–2      | 1–2        |
| باشگاه فوتبال بوده/گلیمت        | 6–1        | باشگاه فوتبال ژالگیریس       | 5–0      | 1–1        |
| باشگاه فوتبال ستاره سرخ بلگراد  | 7–0        | باشگاه فوتبال پیونیک         | 5–0      | 2–0        |

| تیم ۱                        | نتیجه‌نهایی | تیم ۲                         | بازی رفت | بازی برگشت |
| ---------------------------- | ---------- | ----------------------------- | -------- | ---------- |
| باشگاه فوتبال آاس موناکو     | 3–4        | باشگاه فوتبال پی‌اس‌وی آیندهوون | 1–1      | 2–3 (و.ا.) |
| باشگاه فوتبال دینامو کی‌یف    | 3–1        | باشگاه فوتبال اشتورم گراتس    | 1–0      | 2–1 (و.ا.) |
| باشگاه فوتبال یونیون سنت ژیل | 2–3        | باشگاه فوتبال رنجرز           | 2–0      | 0–3        |
| باشگاه فوتبال بنفیکا         | 7–2        | باشگاه فوتبال میتیولن         | 4–1      | 3–1        |

### مرحلهپلی آف
| تیم ۱                    | نتیجه‌نهایی | تیم ۲                          | بازی رفت | بازی برگشت |
| ------------------------ | ---------- | ------------------------------ | -------- | ---------- |
| باشگاه فوتبال قره‌باغ     | 1–2        | باشگاه فوتبال ویکتوریا پلزن    | 0–0      | 1–2        |
| باشگاه فوتبال بوده/گلیمت | 2–4        | باشگاه فوتبال دینامو زاگرب     | 1–0      | 1–4 (و.ا.) |
| باشگاه فوتبال مکابی حیفا | 5–4        | باشگاه فوتبال ستاره سرخ بلگراد | 3–2      | 2–2        |
| باشگاه فوتبال کپنهاگن    | 2–1        | باشگاه فوتبال ترابزون‌اسپور     | 2–1      | 0–0        |

| تیم ۱                     | نتیجه‌نهایی | تیم ۲                         | بازی رفت | بازی برگشت |
| ------------------------- | ---------- | ----------------------------- | -------- | ---------- |
| باشگاه فوتبال دینامو کی‌یف | 0–5        | باشگاه فوتبال بنفیکا          | 0–2      | 0–3        |
| باشگاه فوتبال رنجرز       | 3–2        | باشگاه فوتبال پی‌اس‌وی آیندهوون | 2–2      | 1–0        |

## مرحله گروهی
قهوه‌ای: گروه A;
```
 سرخ: گروه B;

 نارنجی: گروه C;

 زرد: گروه D;

 سبز: گروه E;

 آبی: گروه F;

 بفش: گروه G;

 صورتی: گروه H.
```

الگو:جدول لیگ قهرمانان اروپا۲۰۲۲–۲۳

## مرحله حذفی

### یک‌هشتم نهایی
| تیم ۱              | نتیجه‌نهایی | تیم ۲       | بازی رفت | بازی برگشت |
| ------------------ | ---------- | ----------- | -------- | ---------- |
| میلان              | ۱–۰        | تاتنهام     | ۱–۰      | ۰–۰        |
| آینتراخت فرانکفورت | ۰–۵        | ناپولی      | ۰–۲      | ۳–۰        |
| کلوب بروژ          | ۱–۷        | بنفیکا      | ۰–۲      | ۵–۱        |
| اینتر              | ۱–۰        | پورتو       | ۱–۰      | ۰–۰        |
| لیورپول            | ۲–۶        | رئال مادرید | ۲–۵      | ۱–۰        |
| دورتموند           | ۱–۲        | چلسی        | ۱–۰      | ۲–۰        |
| لایپزیگ            | ۱–۸        | منچسترسیتی  | ۱–۱      | ۷–۰        |
| پاری سن-ژرمن       | ۰–۳        | بایرن مونیخ | ۰–۱      | ۲–۰        |

### یک چهارم نهایی
| تیم ۱       | نتیجه‌نهایی | تیم ۲       | بازی رفت | بازی برگشت |
| ----------- | ---------- | ----------- | -------- | ---------- |
| میلان       | ۲–۱        | ناپولی      | ۱–۰      | ۱–۱        |
| بنفیکا      | ۳–۵        | اینتر       | ۰–۲      | ۳–۳        |
| رئال مادرید | ۴–۰        | چلسی        | ۲–۰      | ۲–۰        |
| منچسترسیتی  | ۴–۱        | بایرن مونیخ | ۳–۰      | ۱–۱        |

### نیمه نهایی
| تیم ۱       | نتیجه‌نهایی | تیم ۲      | بازی رفت | بازی برگشت |
| ----------- | ---------- | ---------- | -------- | ---------- |
| میلان       | ۰–۳        | اینتر      | ۰–۲      | ۰–۱        |
| رئال مادرید | ۱–۵        | منچسترسیتی | ۱–۱      | ۰–۴        |

### فینال
| تیم ۱      | نتیجه | تیم ۲ |
| ---------- | ----- | ----- |
| منچسترسیتی | ۱–۰   | اینتر |

## قهرمان
| قهرمان لیگ قهرمانان اروپا ۲۰۲۳ |
| ------------------------------ |
| منچسترسیتی                     |
| اولین قهرمانی                  |

## بهترین گلزنان
| رتبه | بازیکن           | تیم          | تعداد گل |
| ---- | ---------------- | ------------ | -------- |
| ۱    | ارلینگ هالند     | منچسترسیتی   | ۱۲       |
| ۲    | محمد صلاح        | لیورپول      | ۸        |
| ۳    | وینیسیوس جونیور  | رئال مادرید  | ۷        |
| ۳    | کیلیان امباپه    | پاری سن-ژرمن | ۷        |
| ۴    | ژوائو ماریو      | بنفیکا       | ۶        |
| ۵    | رافا سیلوا       | بنفیکا       | ۵        |
| ۵    | روبرت لواندوفسکی | بارسلونا     | ۵        |
| ۵    | الیویه ژیرو      | آث میلان     | ۵        |
| ۵    | مهدی طارمی       | پورتو        | ۵        |
| ۵    | رودریگو          | رئال مادرید  | ۵        |
| ۵    | ویکتور اوسیمهن   | ناپولی       | ۵        |